# 林肯鎮區 (堪薩斯州塞奇威克縣)
林肯鎮區（英語：Lincoln Township）為美國堪薩斯州塞奇威克縣轄下的鎮區。2010年美国人口普查中此鎮區人口有523人。

## 地理
林肯鎮區涵蓋總面積為91.2平方（35.21平方英里），其中陸地面積為91.1平方（35.16平方英里），水域面積為0.13平方（0.05平方英里）或0.14%。海拔高度426（1,398英尺）。

## 人口統計
根據2010年美國人口普查，林肯鎮區人口有523人，其中男性有270人，女性有253人，人口密度為每平方公里5.74人，住房計208戶。鎮區內的白人有493人，非裔美國人有3人，美洲原住民有9人，亞裔美國人有2人，太平洋島裔美國人有0人，其他種族有7人，混血種族則有9人。此外鎮區內有21人為西班牙裔或拉丁裔美國人。此鎮區之年齡中位數為43.3歲，而男性年齡中位數為43.7歲，女性年齡中位數為42.5歲。